# XMM-Newton
El XMM-Newton (X-ray Multi-mirror Mission - Newton) es un observatorio espacial de rayos X nombrado en honor de Isaac Newton. El satélite tiene la tarea de investigar fuentes de rayos X interestelares, realizar espectroscopia de rango estrecho y amplio y realizar la primera imagen simultánea de objetos en longitudes de onda de rayos X y ópticas (visible y ultravioleta).
Con el nombre preliminar de High Throughput X-ray Spectroscopy Mission fue lanzado por la Agencia Espacial Europea el 10 de diciembre de 1999 desde Kourou por un Ariane 5. Fue colocado en una órbita muy excéntrica, cuyo apogeo está a unos 114 000 km de la Tierra, mientras que el perigeo se encuentra a solo 7000 km, tardando unas 48 horas en completar una vuelta a la tierra. Al alejarse de la atmósfera terrestre se evita el bloqueo de los rayos X que ésta produce, pudiendo observarse fenómenos de muy altas energías que ocurren en el Universo.
Inicialmente financiada por dos años, con una vida útil de diseño de diez años, el satélite se mantiene en buen estado y ha recibido repetidas extensiones de misión, la más reciente en marzo de 2023 y está programada para operar hasta fines de 2026. La ESA planea suceder a XMM-Newton con el Telescopio Avanzado para Astrofísica de Altas Energías (ATHENA), la segunda gran misión en el plan Visión Cósmica 2015-2025, que se lanzará en 2035. XMM-Newton es similar al Observatorio de rayos X Chandra de la NASA, también lanzado en 1999.
El satélite es el mayor satélite científico construido en Europa hasta el momento. Hasta mayo de 2018, se habían publicado cerca de 5.600 artículos sobre XMM-Newton o sobre los resultados científicos que ha arrojado.
Los principales campos de estudio de XMM-Newton son los fenómenos cósmicos que involucran procesos muy energéticos: Explosiones de supernova, estrellas binarias interactivas, núcleos galácticos activos (AGN), cúmulos de galaxias... Otro de estos campos de interés son las estrellas de neutrones. XMM ha sido el primer observatorio en detectar la influencia del campo gravitacional de una estrella de neutrones en la luz que emite. Además, está detectando más fuentes de rayos X que cualquier otro observatorio anterior.
El XMM-Newton observó el cometa 9P/Tempel 1 cuando fue alcanzado por la sonda estadounidense Deep Impact.

## Historia de la misión
El alcance observacional de XMM-Newton incluye la detección de emisiones de rayos X de objetos astronómicos, estudios detallados de regiones de formación estelar, investigación de la formación y evolución de cúmulos de galaxias, el entorno de agujeros negros supermasivoss y cartografía de la misteriosa materia oscura.
En 1982, incluso antes del lanzamiento del predecesor de XMM-Newton, EXOSAT en 1983, se generó una propuesta para una misión de telescopio de rayos X de «múltiples espejos». La misión XMM fue propuesta formalmente al Comité del Programa Científico de la ESA en 1984 y obtuvo la aprobación del Consejo de Ministros de la Agencia en enero de 1985. Ese mismo año, se crearon varios grupos de trabajo para determinar la viabilidad de dicha misión, y se presentaron los objetivos de la misión en una Conferencia académica en Dinamarca en junio de 1985.  En este taller, se propuso que el satélite contuviera 12 telescopios de rayos X de baja energía y 7 de alta energía.  La configuración general del satélite se desarrolló en febrero de 1987, y se basó en gran medida en las lecciones aprendidas durante la misión EXOSAT; el Telescope Working Group había reducido el número de telescopios de rayos X a siete unidades normalizadas. En junio de 1988, la Agencia Espacial Europea aprobó la misión y publicó una convocatoria de propuestas de investigación (un «anuncio de oportunidad»). Las mejoras en la tecnología redujeron aún más el número de telescopios de rayos X necesarios a sólo tres.
En junio de 1989 se seleccionaron los instrumentos de la misión y se empezó a trabajar en el hardware del satélite. En enero de 1993 se formó un equipo de proyecto con sede en el Centro Europeo de Investigación y Tecnología Espaciales (ESTEC) de Noordwijk, Países Bajos. El contratista principal, Dornier Satellitensysteme (filial de la antigua DaimlerChrysler Aerospace), fue elegido en octubre de 1994 tras la aprobación de la misión en la fase de ejecución, comenzando el desarrollo y la construcción en marzo de 1996 y marzo de 1997, respectivamente. El XMM Survey Science Centre se estableció en la Universidad de Leicester en 1995. Los tres módulos de espejos de vuelo para los telescopios de rayos X fueron entregados por el subcontratista italiano Media Lario en diciembre de 1998, y la integración y las pruebas del satélite se completaron en septiembre de 1999. En un principio, la misión iba a durar dos años, aunque debido a su extraordinario funcionamiento, con más de 2000 artículos publicados en revistas científicas de primera línea Nature, Astronomy and Astrophysics, Science, Astrophysical Journal, MNRAS, etc., la misión se ha extendido hasta 2018.
XMM abandonó las instalaciones de integración de ESTEC el 9 de septiembre de 1999, llevado por carretera a Katwijk y luego en la barcaza Emeli hasta Rotterdam. El 12 de septiembre, el satélite partió de Rotterdam con destino a Guayana Francesa a bordo de la nave de transporte MN Toucan de Arianespace El Tucán atracó en la localidad guayanesa francesa de Kourou el 23 de septiembre, y fue transportado al Centro Espacial Guayanés Edificio de Ensamblaje Final de Ariane 5 para la preparación final del lanzamiento.
El lanzamiento de XMM tuvo lugar el 10 de diciembre de 1999 a las 14:32 UTC desde el Centro Espacial de la Guayana. XMM fue lanzado al espacio a bordo de un cohete Ariane 5, y colocado en una órbita altamente elíptica de 40 grados que tenía un perigeo de 838 km (520,7 mi) y un apogeo de 112 473 km (69 887,7 mi). Cuarenta minutos después de ser liberado de la etapa superior Ariane, la telemetría confirmó a las estaciones terrestres que los paneles solares de la nave se habían desplegado con éxito. Los ingenieros esperaron otras 22 horas antes de ordenar a los sistemas de propulsión de a bordo que dispararan un total de cinco veces, lo que, entre el 10 y el 16 de diciembre, cambió la órbita a 7,365 × 113,774 km (4,576 × 70,696 mi)  con una inclinación de 38,9 grados. De este modo, la nave realizaba una revolución completa de la Tierra aproximadamente cada 48 horas.
Inmediatamente después del lanzamiento, XMM comenzó su fase de lanzamiento y órbita temprana de operaciones. Los días 17 y 18 de diciembre de 1999, se abrieron las puertas de los módulos de rayos X y del monitor óptico, respectivamente. La activación del instrumento comenzó el 4 de enero de 2000, y la fase de puesta en servicio del instrumento comenzó el 16 de enero. El Monitor Óptico (OM) alcanzó la primera luz el 5 de enero, los dos European Photon Imaging Camera (EPIC) MOS-CCD siguieron el 16 de enero y el EPIC pn-CCD el 22 de enero, y los Reflection Grating Spectrometers (RGS) vieron la primera luz el 2 de febrero. El 3 de marzo comenzó la fase de calibración y validación del rendimiento, y las operaciones científicas rutinarias comenzaron el 1 de junio.
Durante una conferencia de prensa celebrada el 9 de febrero de 2000, la ESA presentó las primeras imágenes tomadas por XMM y anunció que se había elegido un nuevo nombre para el satélite. Mientras que el programa había sido formalmente conocido como Misión de Espectroscopía de Rayos X de Alto Rendimiento, el nuevo nombre reflejaría la naturaleza del programa y del creador del campo de la espectroscopía. Al explicar el nuevo nombre de XMM-Newton, Roger Bonnet, antiguo Director Científico de la ESA, declaró: «Hemos elegido este nombre porque Sir Isaac Newton fue el hombre que inventó la espectroscopia y XMM es una misión de espectroscopia». Señaló que, como Newton es sinónimo de gravedad y uno de los objetivos del satélite era localizar un gran número de candidatos a agujero negro, «no había mejor elección que XMM-Newton para el nombre de esta misión.»
Incluyendo toda la construcción, el lanzamiento de la nave y los dos años de funcionamiento, el proyecto se llevó a cabo con un presupuesto de 689 millones de euros (condiciones de 1999).

### Funcionamiento
El satélite tiene la capacidad de reducir la temperatura de funcionamiento de las cámaras EPIC y RGS, una función que se incluyó para contrarrestar los efectos nocivos de la radiación ionizante en los píxeles de la cámara. En general, los instrumentos se enfrían para reducir la cantidad de corriente oscura dentro de los dispositivos. Durante la noche del 3 al 4 de noviembre de 2002, RGS-2 fue enfriado desde su temperatura inicial de −80 grados Celsius (−112 °F) hasta −113 grados Celsius (−171 °F), y unas horas más tarde hasta −115 grados Celsius (−175 °F). Tras analizar los resultados, se determinó que la temperatura óptima para ambas unidades RGS sería de −110 grados Celsius (−166 °F), y durante los días 13 y 14 de noviembre, tanto RGS-1 como RGS-2 se ajustaron a este nivel. Durante los días 6 y 7 de noviembre, los detectores MOS-CCD de EPIC se enfriaron desde su temperatura de funcionamiento inicial de −100 grados Celsius (−148 °F) hasta un nuevo ajuste de −120 grados Celsius (−184 °F). Después de estos ajustes, tanto las cámaras EPIC como RGS mostraron mejoras drásticas en la calidad.
El 18 de octubre de 2008, XMM-Newton sufrió un inesperado fallo de comunicaciones, durante el cual no hubo contacto con el satélite. Aunque se expresó cierta preocupación de que el vehículo pudiera haber sufrido un evento catastrófico, las fotografías tomadas por astrónomos aficionados en el Observatorio Starkenburg en Alemania y en otros lugares del mundo mostraron que el satélite estaba intacta y parecía seguir su curso. Finalmente se detectó una débil señal utilizando una antena 35 metros (114,8 pies) en New Norcia, Australia Occidental, y la comunicación con XMM-Newton sugirió que el interruptor de radiofrecuencia de la nave había fallado. Tras buscar una solución, los controladores de tierra utilizaron la antena 34 m (111,5 pies) de la NASA en el Complejo de Comunicaciones del Espacio Profundo de Goldstone para enviar un comando que cambió el interruptor a su última posición de funcionamiento. La ESA declaró en un comunicado de prensa que el 22 de octubre, una estación terrestre del Centro Europeo de Astronomía Espacial (ESAC) estableció contacto con el satélite, confirmando que el proceso había funcionado y que el satélite volvía a estar bajo control.

### Prórrogas de la misión
Debido a la buena salud de la nave y a la importante cantidad de datos obtenidos, XMM-Newton ha recibido varias ampliaciones de misión por parte del Comité del Programa Científico de la ESA. La primera prórroga se produjo en noviembre de 2003 y extendió las operaciones hasta marzo de 2008. La segunda prórroga se aprobó en diciembre de 2005, ampliando los trabajos hasta marzo de 2010. En noviembre de 2007 se aprobó una tercera prórroga, que preveía las operaciones hasta 2012. Como parte de la aprobación, se señaló que el satélite tenía suficientes consumibles a bordo (combustible, energía y salud mecánica) para continuar teóricamente las operaciones más allá de 2017. La cuarta prórroga, en noviembre de 2010, aprobó las operaciones hasta 2014. Una quinta prórroga fue aprobada en noviembre de 2014 y afirmada en noviembre de 2016, continuando las operaciones hasta 2018.Una sexta prórroga fue aprobada en diciembre de 2017, continuando las operaciones hasta finales de 2020. Una séptima prórroga fue aprobada en noviembre de 2018, continuando las operaciones hasta finales de 2022. Una octava prórroga se aprobó en marzo de 2023, continuando las operaciones hasta finales de 2026, con una extensión indicativa hasta 2029.

## Nave espacial
XMM-Newton es un telescopio espacial de 10,8 m de largo y 16,16 m de ancho con los paneles solares desplegados. En el momento de su lanzamiento pesaba 3.764 kilogramos. La nave dispone de tres grados de estabilización que le permiten apuntar a un objetivo con una precisión de 0,25 a 1 segundo de arco. Esta estabilización se consigue mediante el Subsistema de Control de Actitud y Órbita de la nave. Estos sistemas también permiten a la nave apuntar a diferentes objetivos celestes, y pueden girar la nave a un máximo de 90 grados por hora. Los instrumentos a bordo de XMM-Newton son tres Cámaras Europeas de Imágenes Fotónicas (EPIC), dos Espectrómetros de Rejilla de Reflexión (RGS), y un Monitor Óptico.
La nave tiene forma cilíndrica y cuatro componentes principales. En la parte delantera de la nave se encuentra la Plataforma de Soporte de Espejos, que soporta los conjuntos del telescopio de rayos X y los sistemas de rejilla, el Monitor Óptico y dos rastreadores estelares. Alrededor de este componente se encuentra el Módulo de Servicio, que transporta varios sistemas de soporte de la nave espacial: ordenador y bus eléctricos, consumibles (como combustible y refrigerante), conjuntos solares, el Escudo Solar del Telescopio, y dos antenas banda S. Detrás de estas unidades se encuentra el Tubo del Telescopio, una estructura hueca de fibra de carbono de 6,8 metros (22,3 pies) longitud que proporciona el espacio exacto entre los espejos y su equipo de detección. Esta sección también alberga equipos de desgasificación en su exterior, que ayudan a eliminar cualquier contaminante del interior del satélite. En el extremo de popa de la nave se encuentra el Conjunto de Plano Focal, que soporta la Plataforma de Plano Focal (que lleva las cámaras y espectrómetros) y los conjuntos de manejo de datos, distribución de energía y radiadores.